# Yumi Watanabe
Yumi Watanabe (jap. 渡邊 由美, Watanabe Yumi; * 2. Juli 1970) ist eine ehemalige japanische Fußballspielerin.

## Karriere

### Verein
Sie begann ihre Karriere bei Fujita Tendai SC Mercury.

### Nationalmannschaft
Im Jahr 1988 debütierte Watanabe für die japanischen Nationalmannschaft. Sie wurde in den Kader der Weltmeisterschaft der Frauen 1991 berufen. Insgesamt bestritt sie 19 Länderspiele für Japan.